# Maurice Allan
Maurice Allan, né le 17 avril 1927 à Québec et mort le 11 janvier 1990 à Montréal, est un haltérophile québécois. 
Il est successivement directeur, vice-président et secrétaire-trésorier de l'Association olympique canadienne (1972-1990). 

## Distinction
- 1973 - Intronisé au Panthéon des sports canadiens
- 1981 - Membre de l'Ordre du Canada
- 1991 - Intronisé au Panthéon des sports du Québec